# Bahamas aux Jeux olympiques d'été de 2016
Les Bahamas participent aux Jeux olympiques d'été de 2016 à Rio de Janeiro au Brésil du 5 au 21 août. Il s'agit de sa 16e participation à des Jeux d'été.

## Athlétisme

### Hommes

#### Courses
| Athlète                                                                                     | Épreuve          | Séries        | Séries | Quarts de finale | Quarts de finale | Demi-finales | Demi-finales | Finale        | Finale             |
| Athlète                                                                                     | Épreuve          | Résultat      | Rang   | Résultat         | Rang             | Résultat     | Rang         | Résultat      | Rang               |
| ------------------------------------------------------------------------------------------- | ---------------- | ------------- | ------ | ---------------- | ---------------- | ------------ | ------------ | ------------- | ------------------ |
| Alonzo Russell                                                                              | 400 m            | DSQ           | /      | NC               | NC               | Éliminé      | Éliminé      | Éliminé       | Éliminé            |
| Chris Brown                                                                                 | 400 m            | 45 s 56       | 4e     | NC               | NC               | Éliminé      | Éliminé      | Éliminé       | Éliminé            |
| Steven Gardiner                                                                             | 400 m            | 45 s 24       | 2e     | NC               | NC               | 44 s 72      | 5e           | Éliminé       | Éliminé            |
| Jeffery Gibson                                                                              | 400 m haies      | 52 s 77       | 45     | NC               | NC               | Éliminé      | Éliminé      | Éliminé       | Éliminé            |
| Adrian Griffith                                                                             | 100 m            | 10 s 53       | 8e     | Éliminé          | Éliminé          | Éliminé      | Éliminé      | Éliminé       | Éliminé            |
| Shavez Hart                                                                                 | 100 m            | exempt        | exempt | 10 s 28          | 5e               | Éliminé      | Éliminé      | Éliminé       | Éliminé            |
| Shavez Hart                                                                                 | 200 m            |               |        | NC               | NC               |              |              |               |                    |
| Demetrius Pinder                                                                            | 200 m            | 20 s 74       | 7e     | NC               | NC               |              |              |               |                    |
| Teray Smith                                                                                 | 200 m            | 20 s 66       | 6e     | Éliminé          | Éliminé          | Éliminé      | Éliminé      | Éliminé       | Éliminé            |
| Jamial Rolle                                                                                | 100 m            | exempt        | exempt | 10 s 68          | 8e               | Éliminé      | Éliminé      | Éliminé       | Éliminé            |
| Chris Brown Steven Gardiner Michael Mathieu Stephen Newbold Demetrius Pinder Alonzo Russell | Relais 4 × 400 m | 2 min 59 s 64 | 2e     | NC               | NC               | NC           | NC           | 2 min 58 s 49 | Médaille de bronze |

#### Concours
| Athlète              | Épreuve          | Qualification | Qualification | Finale   | Finale  |
| Athlète              | Épreuve          | Distance      | Rang          | Distance | Rang    |
| -------------------- | ---------------- | ------------- | ------------- | -------- | ------- |
| Trevor Barry         | Saut en hauteur  | 2,29 m        | 10e           | 2,25 m   | 11e     |
| Latario Collie-Minns | Saut en longueur |               |               | -        | -       |
| Leevan Sands         | Triple saut      | 16,53 m       | 18e           | Éliminé  | Éliminé |
| Latario Collie-Minns | Triple saut      | NM            | /             | Éliminé  | Éliminé |
| Donald Thomas        | Saut en hauteur  | 2,29 m        | 9e            | 2,29 m   | 7e      |
| Jamal Wilson         | Saut en hauteur  | 2,22 m        | 25e           | Éliminé  | Éliminé |

### Femmes

#### Courses
| Athlète                                                           | Épreuve               | Séries        | Séries  | Quarts de finale | Quarts de finale | Demi-finales | Demi-finales | Finale   | Finale        |
| Athlète                                                           | Épreuve               | Résultat      | Rang    | Résultat         | Rang             | Résultat     | Rang         | Résultat | Rang          |
| ----------------------------------------------------------------- | --------------------- | ------------- | ------- | ---------------- | ---------------- | ------------ | ------------ | -------- | ------------- |
| Adanaca Brown                                                     | 100 m haies           |               |         | NC               | NC               |              |              |          |               |
| Devynne Charlton                                                  | 100 m haies           |               |         | NC               | NC               |              |              |          |               |
| Tynia Gaither                                                     | 100 m                 | exempte       | exempte | 11 s 56          | 5e               | Éliminé      | Éliminé      | Éliminé  | Éliminé       |
| Tynia Gaither                                                     | 200 m                 | 22 s 90       | 3e      | NC               | NC               | 23 s 45      | 8e           | Éliminé  | Éliminé       |
| Shaunae Miller                                                    | 100 m                 | exempte       | exempte |                  |                  |              |              |          |               |
| Shaunae Miller                                                    | 200 m                 |               |         | NC               | NC               |              |              |          |               |
| Shaunae Miller                                                    | 400 m                 | 51 s 16       | 1er     | NC               | NC               | 49 s 91      | 2e           | 49 s 44  | Médaille d'or |
| Pedrya Seymour                                                    | 100 m haies           | 12 s 85       | 3e      | NC               | NC               | 12 s 64      | 2e           | 12 s 76  | 6e            |
| Anthonique Strachan                                               | 200 m                 | 22 s 96       | 3e      | NC               | NC               | Éliminé      | Éliminé      | Éliminé  | Éliminé       |
| Sheniqua Ferguson                                                 | 200 mètres            | 23 s 62       | 8e      | NC               | NC               | Éliminé      | Éliminé      | Éliminé  | Éliminé       |
| Lanece Clarke Anthonique Strachan Carmiesha Cox Christine Amertil | Relais 4 × 400 mètres | 3 min 26 s 36 | 6e      | NC               | NC               | NC           | NC           | Éliminé  | Éliminé       |

#### Concours
| Athlète       | Épreuve          | Qualification | Qualification | Finale   | Finale |
| Athlète       | Épreuve          | Distance      | Rang          | Distance | Rang   |
| ------------- | ---------------- | ------------- | ------------- | -------- | ------ |
| Bianca Stuart | Saut en longueur |               |               | -        | -      |

## Aviron
Légende: FA = finale A (médaille) ; FB = finale B (pas de médaille) ; FC = finale C (pas de médaille) ; FD = finale D (pas de médaille) ; FE = finale E (pas de médaille) ; FF = finale F (pas de médaille) ; SA/B = demi-finales A/B ; SC/D = demi-finales C/D ; SE/F = demi-finales E/F ; QF = quarts de finale; R= repêchage
| Athlète      | Compétition  | Séries        | Séries | Repêchage     | Repêchage | Quarts de finale | Quarts de finale | Demi-finales  | Demi-finales | Finale        | Finale |
| Athlète      | Compétition  | Temps         | Rang   | Temps         | Rang      | Temps            | Rang             | Temps         | Rang         | Temps         | Rang   |
| ------------ | ------------ | ------------- | ------ | ------------- | --------- | ---------------- | ---------------- | ------------- | ------------ | ------------- | ------ |
| Emily Morley | Skiff femmes | 9 min 22 s 12 | 6 R    | 8 min 22 s 77 | 4 SE/F    | exempt           | exempt           | 8 min 46 s 09 | 3 FE         | 8 min 56 s 36 | 30     |

## Natation
| Athlète      | Épreuve      | Séries        | Séries | Demi-finales | Demi-finales | Finale   | Finale   |
| Athlète      | Épreuve      | Temps         | Rang   | Temps        | Rang         | Temps    | Rang     |
| ------------ | ------------ | ------------- | ------ | ------------ | ------------ | -------- | -------- |
| Dustin Tynes | 100 m brasse | 1 min 03 s 71 | 44e    | Éliminée     | Éliminée     | Éliminée | Éliminée |